# Новосибирский театр оперы и балета
Новосиби́рский госуда́рственный академи́ческий теа́тр о́перы и бале́та (НГАТОиБ, НОВАТ) — российский театр оперы и балета. Открылся в 1945 году. Является одним из ведущих театров России. Крупнейшее в России и СССР здание театра было сооружено в 1931—1941 годах, представляет собой сложный и уникальный архитектурный комплекс, и имеет статус объекта культурного наследия России федерального значения.

## Архитектура театра

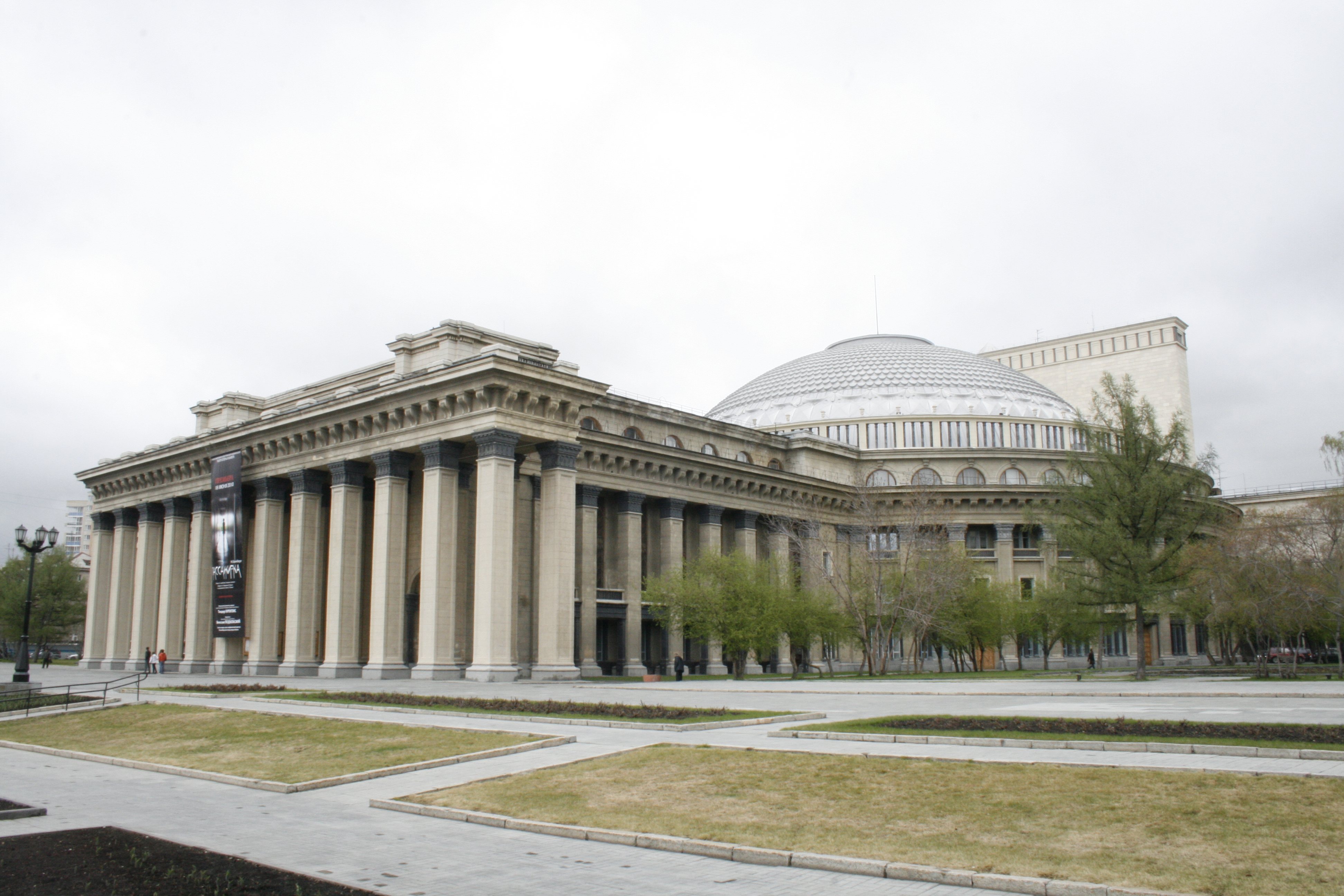
Вид на театр со стороны, 2010

Здание театра — крупнейшее в мире театральное здание. Оно расположено на главной площади Новосибирска. После реконструкции в 2005 году Новосибирский театр — наиболее современно оборудованный в России.
Здание состоит из шести объёмов: корпуса, в котором на первом этаже расположены кассовый зал и вестибюль, а на втором и третьем — концертный зал, цилиндрического объёма зрительного зала (с кольцевыми фойе); сценического блока со сценой глубиной 30 м и колосниками высотой 29,5 м. К сцене примыкают боковые крылья, в которых размещаются кулуары сцены, административные помещения, репетиционные залы, костюмерные и декорационные цеха. К сценической коробке сзади примыкает полуцилиндр склада декораций.
Главная конструкция здания — большой купол диаметром 60 м и высотой 35 м, уникальная конструкция, без контр-форсов, ферм или колонн, поддерживающая сама себя. Средняя толщина купола — 8 см, и его отношение толщины к радиусу меньше, чем у скорлупы куриного яйца.
Большой зал вмещает 1 449 зрителей.
Общая площадь помещений — 40 663 м², объём здания — 294 340 м³.

### Проектирование
В июле 1928 года при Сибкрайисполкоме был создан Комитет содействия строительству «Большого театра Сибири» («Комсод»), который возглавили зампред крайисполкома И. Г. Зайцев и председатель театральной комиссии, один из основателей Сибгосоперы В. Д. Вегман. Комсод разрабатывал программу строительства, считая, что театр — «наиболее доступное орудие пропаганды идей социализма», комитет заявлял, что «современный театр является буржуазным наследием со всеми признаками буржуазного характера, является театром интимного характера, со свойственным для него делением мест по удобству: ложи, партер, балкон, галереи. <…> Современный театр не годен для массовых постановок и не рассчитан на массового зрителя».
Вначале речь шла о строительстве отдельного здания для оперного и драматического театров и будущей сибирской консерватории, но позже было принято решение строить большой культурный центр сибирского масштаба под названием Дом науки и культуры (ДНиК). По программе он должен был состоять из нескольких зданий, объединённых единством архитектурного замысла. В этот комплекс входили: театр вместимостью 2 100 человек, он же место работы краевых съездов и конференций, научно‑исследовательский институт с лабораториями и конференц‑залами, краевой музей производительных сил Сибири с научными кабинетами, картинная галерея. Затем в программу добавились центральная библиотека на 400 тыс. томов, радиоцентр, радиостудия, конференц‑зал на 400 человек. Объём здания должен был достигать 150 000 м³.
Проектирование поручили известному московскому архитектору А. З. Гринбергу, члену АСНОВА, он, в свою очередь, пригласил участвовать в проекте театрального архитектора Т. Я. Бардта и главного художника Большого театра М. И. Курилко. Ими была разработана и запатентована оригинальная система сценографии и форм сценических действий ТЕОМАСС. В соответствии с этой системой «панорамно-планетарного театра», легшей в основу архитектурного формообразования ДНиК, зрительный зал был устроен в виде амфитеатра на 2 600 мест, под трибунами которого был устроен тоннель, в котором на подвижных фурках могли передвигаться декорации. Аналогичное кольцо фурок (меньшего диаметра) было устроено за сценой вокруг склада декораций. Кольца пересекались на сцене и врезались в поворотный круг. Декорации сцены предполагалось также быстро убирать в развитые боковые кулисы. По специальным пандусам на сцену могли въехать повозка, грузовик или даже легкий танк. Партер на 600 мест при необходимости мог быть перемещен на сцену, а на его месте возникала подъёмно-опускная арена, трансформируемая для цирковых представлений, спортивных состязаний и водных пантомим. Кроме того, предполагалось, что через зрительный зал будут проходить праздничные демонстрации. На поверхность купола предполагалось проецировать кинофильмы, для чего инженером Н. Л. Минервиным был спроектирован специальный проектор. В проектировании фасадов здания принимал участие архитектор В. С. Масленников.
Такая архитектурная концепция следовала принципам «Театрального Октября», сформулированным Мейерхольдом.
Внешний облик театра был характерен для модернистской архитектуры конца 1920‑х гг.: отсутствие декоративных элементов, чистота и строгость форм, обнаженная и ясная строгость конструкций, ленточные остекление и балконы, легкие козырьки над входом, гладкий купол. Уникальна его конструкция, спроектированная инженером Б. Ф. Матэри под руководством проф. П. Л. Пастернака. Купол свободно лежит на круговой рандбалке, связывающей внутренние стойки радиально расположенных рам кулуаров, окружающих купол; на протяжении 30 метров в него врезается сценическая коробка. Диаметр купола около 60 метров, толщина — 8 сантиметров. Это был самый крупный купол подобного типа в мире. Отношение толщины купола к его диаметру составляет 1/750 (отношение толщины скорлупы куриного яйца к диаметру 1/250).
15 мая 1931 года Наркомпрос утвердил строительство театра заявочной стоимостью 5—6 млн рублей.

### Строительство

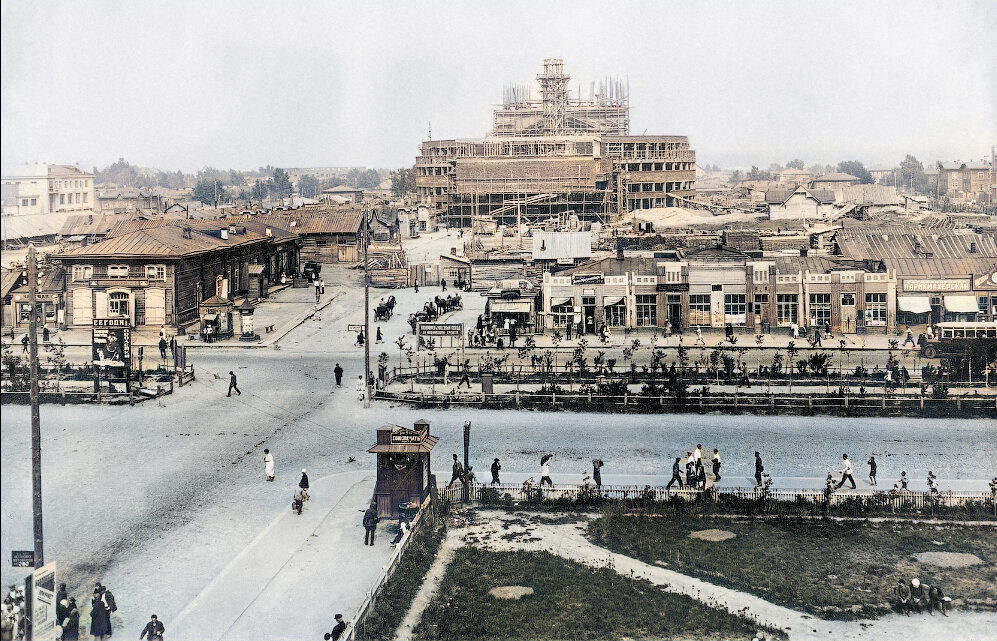
Строительство Дома науки и культуры, будущего Оперного театра, на площади Ленина

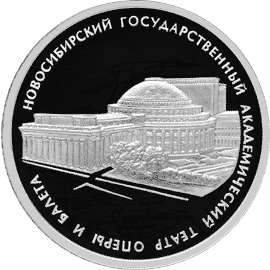
Новосибирский государственный академический театр оперы и балета. Монета Банка России — Серия: «Памятники архитектуры России», 3 рубля, серебро, 2005 год

22 мая 1931 года состоялась закладка здания. Уже в сентябре было закончено возведение каркаса вестибюля и устройство фундаментов опор зрительного зала и крыльев. К апрелю 1933 года была выполнена примерно треть намеченных строительных работ. Построен железобетонный каркас вестибюля, кулуаров и зрительного зала. В вестибюльной части заканчивалась кирпичная кладка, велись работы по устройству арки портала сцены. Для заднего барабана склада декораций был построен только фундамент. Летом-осенью 1933 года была возведена опалубка и произведено бетонирование уникального купола, а в мае 1934 года опалубку сняли. К ноябрю 1933 года основные объёмы и конструкции здания были возведены: вестибюльная часть, зрительный зал с кулуарами, сценическая коробка, карманы сцены. Предполагалось, что осенью 1934 года ДНиК примет делегатов съезда Советов Западной Сибири. К этому времени предполагалось закончить внутреннюю отделку амфитеатра, вестибюля с гардеробами и фойе 2‑го этажа.
В это время в Москве были подведены итоги второго тура конкурса на строительство Дворца Советов, после чего произошло резкое изменение стилистических предпочтений советских архитекторов. Конструктивизм и другие течения «Современной архитектуры» были запрещены; в Москве и Новосибирске прошли совещания, посвященные изменению стилистики ДНиК. Проект подвергли экспертизам академиков архитектуры И. В. Жолтовского, Г. П. Гольца и С. Е. Чернышева, А. В. Щусева. 5 июня 1933 года Комитет содействия строительству ДНиК объявил открытый конкурс на «составление проекта обработки фасадов строящегося в Новосибирске театра», окончательные итоги которого так и не были объявлены. В апреле 1934 года секретарь крайкома ВКП(б) Р. И. Эйхе утвердил для дальнейшей разработки один из конкурсных вариантов группы Б. А. Гордеева, дальнейшая разработка была поручена 2‑й мастерской Моссовета, возглавляемой А. В. Щусевым. Руководят проектированием В. С. Биркенберг и А. В. Куровский, в Новосибирске под руководством Б. А. Гордеева велась разработка рабочей документации. Для работы над интерьерами приглашается Е. Е. Лансере.
В августе 1935 года Наркомпрос принимает решение отказаться от системы «панорамно-планетарного театра» и строить ДНиК как обычный оперный театр. Инженером Г. М. Данкманом была разработана схема реконструкции, по которой уменьшался объём зала, подвешивался акустический подвесной потолок, скрывающий объём купола, удалялась почти вся механизация системы ТЕОМАСС.
Макет новосибирского театра и его проект выставили в 1937 году в советском павильоне на Всемирной выставке в Париже, где он был удостоен высшей награды — Гран‑при. В 1938 году макет демонстрировали на Всесоюзной строительной выставке в Москве.
Строительство велось главным образом силами заключённых
В 1937 году на стройке обнаружили «группу врагов народа». Почти все руководители стройки, начинавшие её, были репрессированы и погибли. Далее начальником строительства театра был назначен инженер Н. К. Обухов. Архивная копия от 17 марта 2017 на Wayback Machine
К концу 1940 года строительство было практически закончено, велся монтаж оборудования. 25 января 1941 года в большом зале перед закрытым занавесом (работы на сцене ещё не были завершены) оркестр радиокомитета исполнил оперу Чайковского «Иоланта» в концертном варианте. Официальное открытие театра было запланировано на 1 августа 1941 года.
Во время Великой Отечественной войны в здании хранились экспонаты многих эвакуированных из европейской части СССР музеев, в том числе Третьяковской галереи, ГМИИ им. Пушкина, Этнографического музея, дворцов‑музеев Пушкина и Павловска, Смоленской художественной галереи, музеев Новгорода, Севастополя, Твери, госколлекция скрипок из Большого театра. На площадях театра хранило свои фонды или работало 22 учреждения. Театр был открыт с 12 мая 1945 года.

### Реконструкция

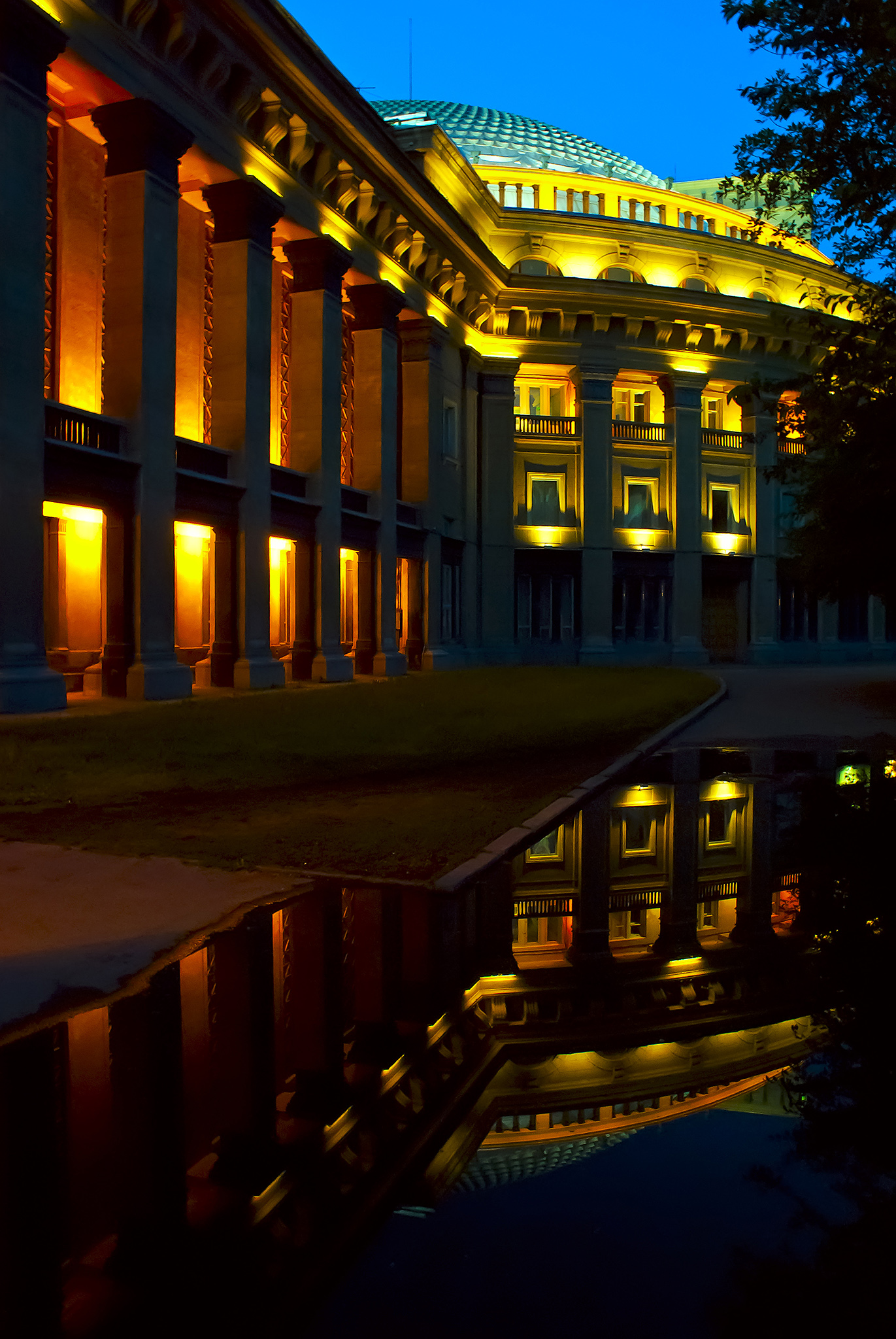
Театр после реконструкции

Интересный факт - Б.М.Мездрич, бывший директором театра долгие годы вплоть до увольнения в 2015 году в связи с постановкой оперы "Тангейзер" Т.Кулябина, является выпускником геолого-геофизического факультета НГУ. Это, видимо, сыграло свою роль в том, что в "нулевые" годы была проведена масштабная работа по исследованию структурной целости здания театра методами инженерной геофизики, при этом в качестве источников механических колебаний использовалось движение трамваев на "кольце", расположенном прямо за театром. С помощью этих работ подтверждено хорошее состояние несущих конструкций театра, хотя и были выявлены неравномерные напряжения в контуре крепления уникального "неполного" купола к тыльной стене здания.
К 75-летию театра смонтирована подсветка здания. Архитектурное освещение включает в себя 1 426 высокотехнологичных прожекторов с цифровым компьютерным управлением. Новая подсветка театра позволит создавать разные сценарии освещения и световые композиции.

## История театра
Идея создания оперного театра в Сибири возникла после Октябрьской социалистической революции. 1 ноября 1920 года в Омске оперой А. П. Бородина «Князь Игорь» открылся «Сибирский советский театр оперы и драмы» — крупнейший на тот момент провинциальный театр страны со штатом в 522 человека (140 — опера, 117 — драма, 70 — симфонический оркестр, 185 — административно‑управленческий аппарат). 30 августа 1921 года Сибревком принял решение о переводе театра в Новониколаевск, он был переименован в «Сибирский государственный театр музыкальной драмы» (Сибгосопера). Предполагалось, что Сибгосопера будет выступать в построенном Доме науки и культуры, поэтому с 1932 года в её здании разместили театр «Красный
факел», а Сибгосоперу отправили на длительные гастроли. После сезона 1934 года Сибгосопера была распущена.

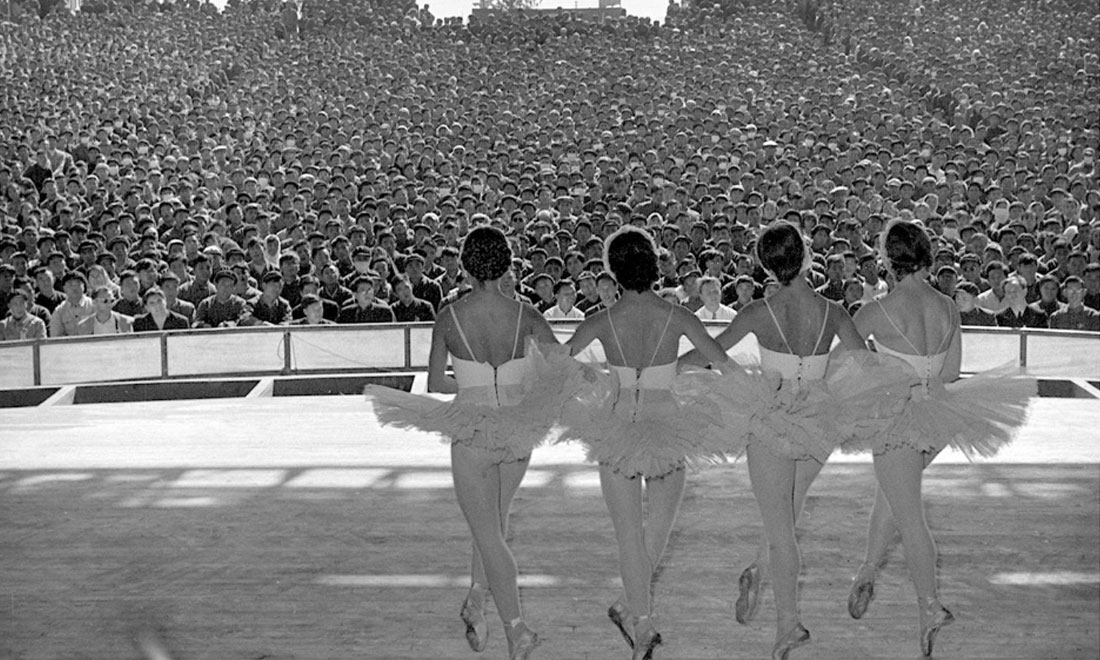
Артисты Новосибирского театра оперы и балета выступают перед рабочими сталелитейного завода в Шицзиншань, Пекин (КНР, октябрь 1957 г.)

15 января 1939 года Совнарком РСФСР принял постановление о создании оперно‑балетной труппы в Новосибирске, основу которой составили артисты из Челябинска. Директор театра планировал уже 1 января 1940 года поставить на основной сцене первый спектакль, но окончание строительства вновь было перенесено, и первый год Новосибирский областной театр оперы и балета провел, гастролируя в Томске и Иркутске, а с апреля 1940 года начал работать в Новосибирске, не имея собственного дома и выступая на разных площадках. Вновь формировать труппу стали во время войны в 1944 году (к репетициям приступили в сентябре).
12 мая 1945 года Новосибирский государственный театр оперы и балета открылся оперой М. И. Глинки «Иван Сусанин» в постановке Н. Г. Фрида в декорациях К. Ф. Юона. Звание «академический» присвоено в 1963 году.

## Труппа театра

### Главные дирижёры
- Лео Гинзбург (1944—1945, на стадии формирования коллектива[19])
- Исидор Зак (1945—1949)
- Михаил Штейман (май-июнь 1949)
- Михаил Бухбиндер (1940—1968)
- Исидор Зак (1968—1986)
- Борис Грузин (1986—1989)
- Алексей Людмилин (1989—2001)
- Сергей Калагин (2001—2004)
- Теодор Курентзис (2004—2011)
- Айнарс Рубикис (2012—2015)
- Дмитрий Юровский (с 2015)[20]

### Главные режиссёры
- Наум Фрид (1944—1947);
- Савелий Малявин (1947—1951);
- Роман Тихомиров (1952—1956);
- Маргарита Ожигова (1956—1958);
- Лев Михайлов (1959—1960);
- Эмиль Пасынков (1960—1970);
- Ваган Багратуни (1974—1988);
- Елена Негреску (1996—1998);
- Алексей Степанюк (2003—2005);
- Вячеслав Стародубцев (2017 — по настоящее время).

### Артисты и музыканты разных лет
В алфавитном порядке:
- Александрова, Наталья Донатовна (1960—1970), артистка балета; Заслуженная артистка РСФСР (1967).
- Арканов, Вениамин Павлович (1944—1959).
- Василевская, Лариса Николаевна (1969—1994), артистка балета, народная артистка РСФСР.
- Васильев, Владимир Ильич, (02.01.1944—12.01.2015) солист, лирический тенор. Заслуженный артист России (1991).
- Видеман, Олег Александрович, солист. Драматический тенор. Заслуженный артист России (с 1998).
- Грачёва, Ариадна Михайловна — солистка (сопрано) (1959—1985)
- Джиоева, Вероника Романовна (сопрано), Народная артистка Республики Северная Осетия-Алания (с 2006 года).
- Валерий Григорьевич Егудин (1937—2007) — советский российский оперный певец, театральный режиссёр, педагог. Народный артист СССР (1983).
- Зимина, Татьяна Анатольевна (1947—1969), артистка балета, народная артистка РСФСР.
- Кайдани, Флора Ганиевна (1964—1981), артистка балета, народная артистка РСФСР.
- Комов, Юрий Николаевич, солист оперы. Тенор. Заслуженный артист России.
- Кулаева, Агунда Елкановна (меццо-сопрано), приглашенная солистка.
- Куртенер Анастасия Михайловна, ведущая солистка оперы (сопрано) с 1944 по 1960 гг., Заслуженная артистка РСФСР (1955).
- Марков, Игорь Александрович, артист балета (1988—1989).
- Мовсесян, Карен Арутюнович, солист оперы. Баритон. Лауреат международных конкурсов.
- Мясникова, Лидия Васильевна, солистка (1945—1982). Меццо-сопрано, народная артистка СССР.
- Первозванская, Надежда Ивановна[21], солистка (1944—1963), сопрано, первая солистка оперной труппы
- Поплавская, Марина Владимировна (2004—2005), солистка оперы. Сопрано. Лауреат международных конкурсов.
- Прудник, Александр Афанасьевич (1971—2002), солист оперы (бас-баритон), народный артист РСФСР.
- Роман Полковников, ведущий солист балета (2011).
- Рутер, Валерий Дмитриевич, дирижёр.
- Сизенёва, Лидия Исидоровна (1979—1999), ведущая солистка оперы (сопрано), народная артистка ПМР.
- Слащёв, Андрей Викторович (1894—1950), служил с 1 июля 1944 по 30 июля 1948, один из первых солистов театра[22]
- Урбанович, Владимир Николаевич, солист оперы (баритон), народный артист РСФСР.
- Ушаков, Николай Иванович, солист. Баритон (1956—1960).
- Чернов, Валентин Иванович, дирижёр (1947—1951).

## Репертуар театра

### Балеты
- Анюта
- Аполлон Мусагет
- Баядерка
- Бессмертие в любви
- Весна священная
- Видение Розы
- Доктор Айболит
- Дон Кихот
- Дороги любви
- Драгоценности (Баланчин)
- Жизель
- Золушка
- Кармен-сюита
- Кармен Ролана Пети
- Кармина Бурана
- Карнавал
- Консерватория Бурнонвиля
- Конёк-Горбунок
- Коппелия
- Корсар
- Лебединое озеро
- Легенда о любви
- Половецкие пляски
- Поцелуй феи
- Пульчинелла
- Русские сезоны
- Серенада
- Симфония для матричных принтеров
- Собор Парижской Богоматери (Пети)
- Спартак
- Спящая красавица
- Тысяча и одна ночь
- Чиполлино
- Шехеразада
- Шёпот в темноте
- Шопениана
- Щелкунчик
- Юнона и Авось
- Come in
- Sonata
- Не все ли равно? (Who cares?)
- Тщетная предосторожность

### Опера
- Аида
- Богема
- Борис Годунов
- Боярыня Морозова
- Дидона и Эней
- Дон Карлос
- Джанни Скикки
- Евгений Онегин
- Жанна д’Арк
- Жизнь с идиотом
- Иоланта
- История Кая и Герды (Снежная королева)
- Кармен
- Катя Кабанова
- Князь Игорь
- Леди Макбет Мценского уезда
- Макбет
- Мадам Баттерфляй
- Месса Л. Бернстайна (первая сценическая версия в России)
- Моцарт и Сальери
- Орфей и Эвридика
- Октябрь
- Пассажирка
- Пиковая дама
- Принц и нищий
- Ревизор
- Риголетто
- Русалка
- Свадьба Фигаро
- Сначала музыка, потом слова
- Тангейзер
- Тоска
- Травиата
- Фауст
- Пиковая дама. Игра
- Хованщина
- Царская невеста
- Волшебная флейта
- Севильский цирюльник

### Детские спектакли
- Доктор Айболит
- История Кая и Герды (Снежная королева)
- Новогодняя Почта
- Принц и нищий
- Стойкий оловянный солдатик
- Сказка о попе и работнике его Балде
- Терем-теремок
- Три поросёнка
- Морозко
- Малыш и Карлсон

## Обвинения в оскорблении чувств верующих
В 2015 году митрополит Новосибирский и Бердский Тихон по просьбе православной общественности обратился в прокуратуру с заявлением, что постановка оперы «Тангейзер» режиссёра Тимофея Кулябина кощунственным образом изображает религиозные символы и тем самым оскорбляет чувства верующих. Против подобных разбирательств в суде высказались Олег Табаков, Валерий Фокин, Галина Волчек, Андрей Могучий, Александр Калягин, Марк Захаров и многие другие известные деятели культуры. Некоторые из них особо отмечали, что подобная практика может стать первым шагом к возрождению цензуры в российском театре.
Директор театра Борис Мездрич и режиссёр спектакля Тимофей Кулябин были вызваны в суд в качестве ответчиков по делу об административном правонарушении. Суд не нашёл предмета для разбирательства, привлечённые к процессу эксперты-религиоведы Владимир Винокуров и Борис Фаликов не усмотрели в постановке оскорбления чувств верующих. Прокуратура обжаловала решения суда. Тем временем по требованию Мездрича и с согласия постановочной бригады спектакля из него был исключён плакат, изображающий Иисуса Христа и ставший предметом особого недовольства представителей церкви.

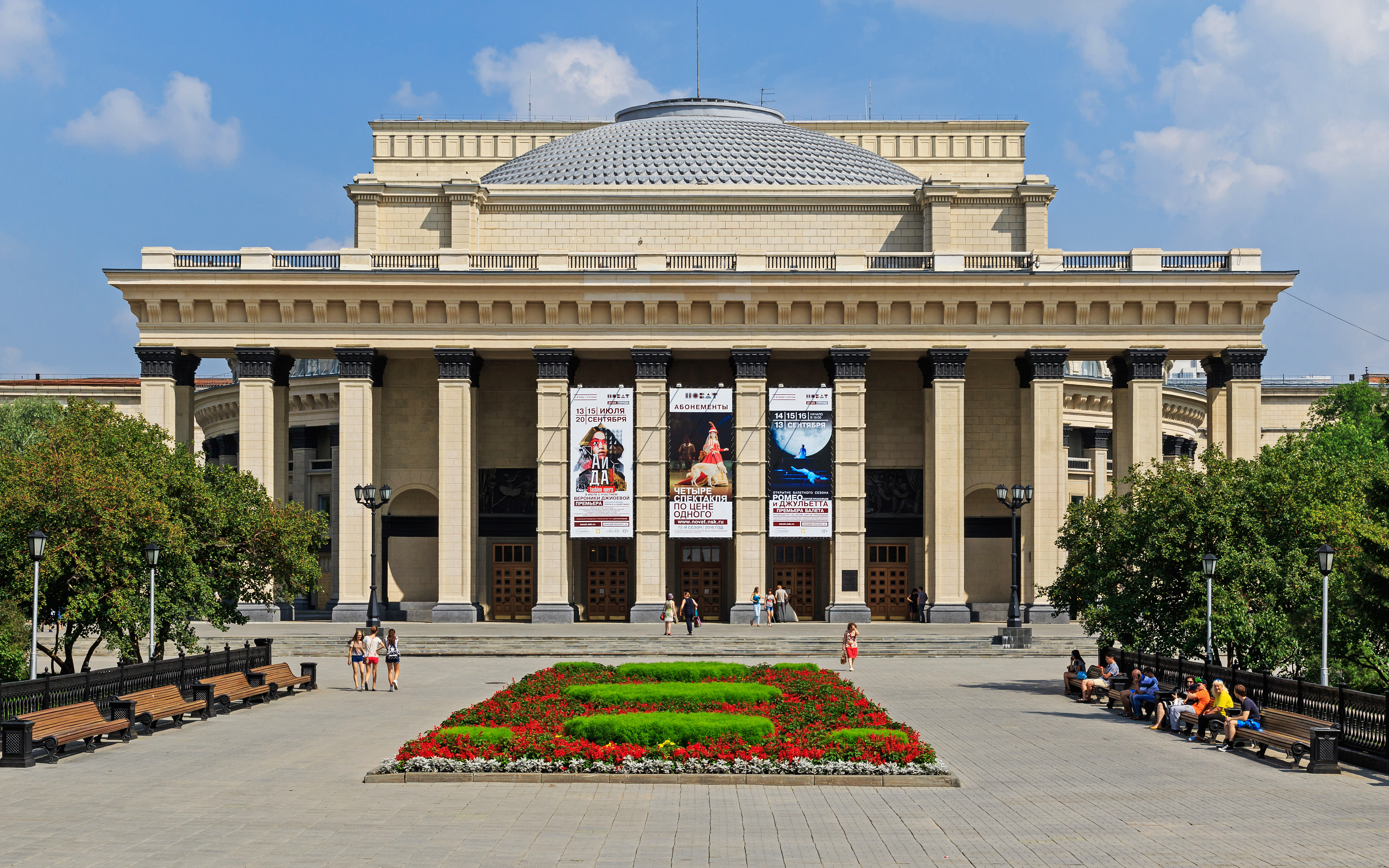
НОВАТ в 2016 году

Митрополит Тихон потребовал исключить постановку из репертуара. 13 марта в Министерстве культуры России прошли общественные слушания по постановке, на которых присутствовали члены Общественного совета при министерстве, представители Русской православной церкви, эксперты, директор театра Борис Мездрич, а также министр культуры Владимир Мединский. При обсуждении Николай Бурляев, Егор Холмогоров, Павел Пожигайло, Капитолина Кокшенёва и другие высказали мнение, что свобода литературного и художественного творчества является базовым принципом, на котором они строят свою работу, однако эта свобода не является абсолютной и должна ограничиваться морально-нравственными нормами общества, а потому следует избегать постановок, способных спровоцировать раскол в российском многонациональном и многоконфессиональном обществе. По окончании слушаний министерство инициировало проверку финансово-хозяйственной деятельности Новосибирского оперного театра. 29 марта приказом министра культуры Владимира Мединского на должность генерального директора театра был назначен Владимир Кехман, один из представителей театральной общественности, выступавший на стороне противников постановки и заявивший: «Я как человек верующий, крещёный, православный, как еврей воспринимаю это как оскорбление».
2 мая 2016 года митрополит Тихон провёл обряд освящения здания театра. В свою очередь, Владимир Кехман передал ему 100-летний колокол, хранившийся в фонде театра.

## Руководители
директора НГАТОБ:
- Руслан Юрьевич Ефремов (…-2010[39])

## Фотогалерея

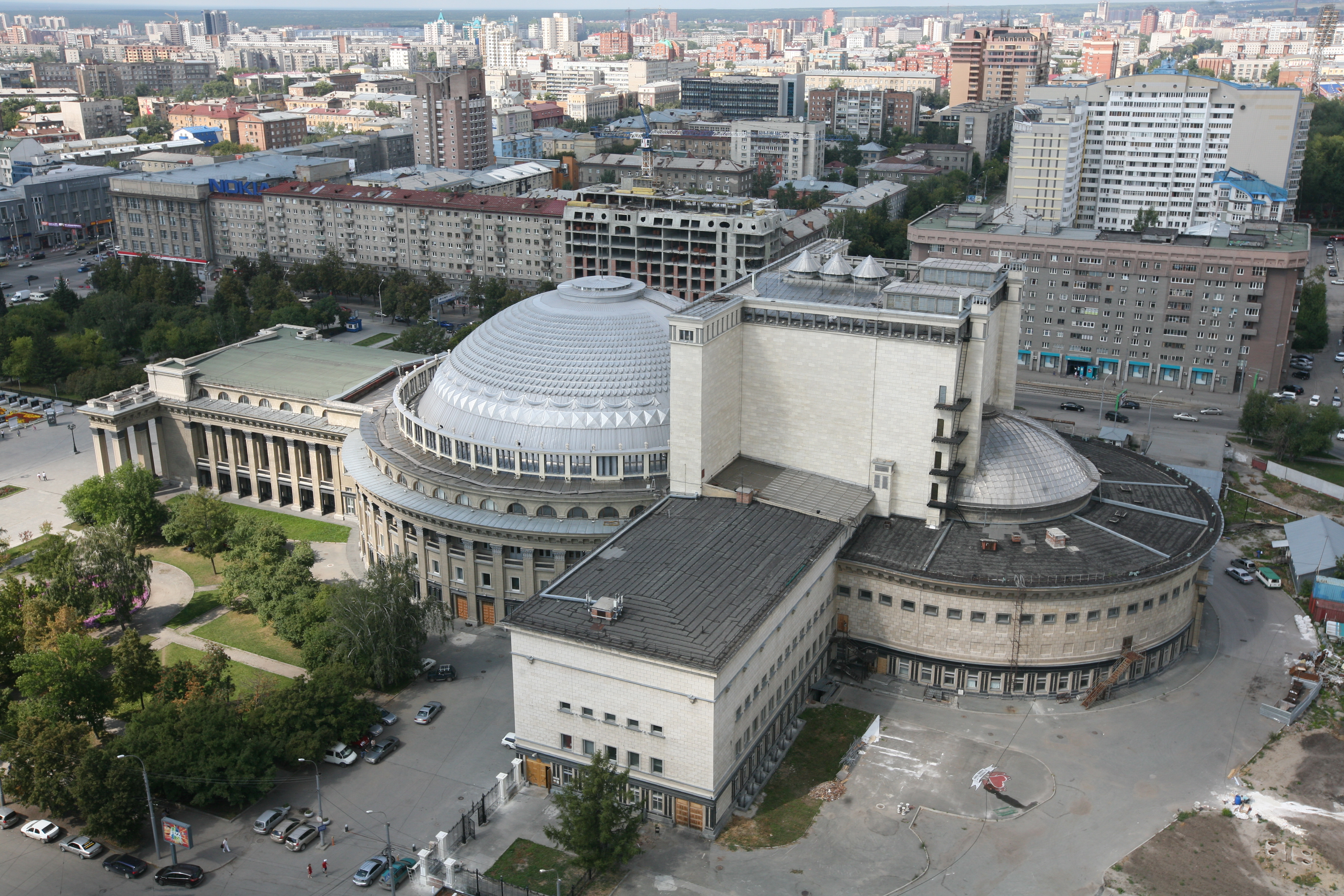
Новосибирский театр оперы и балета, вид сверху, 2011 год
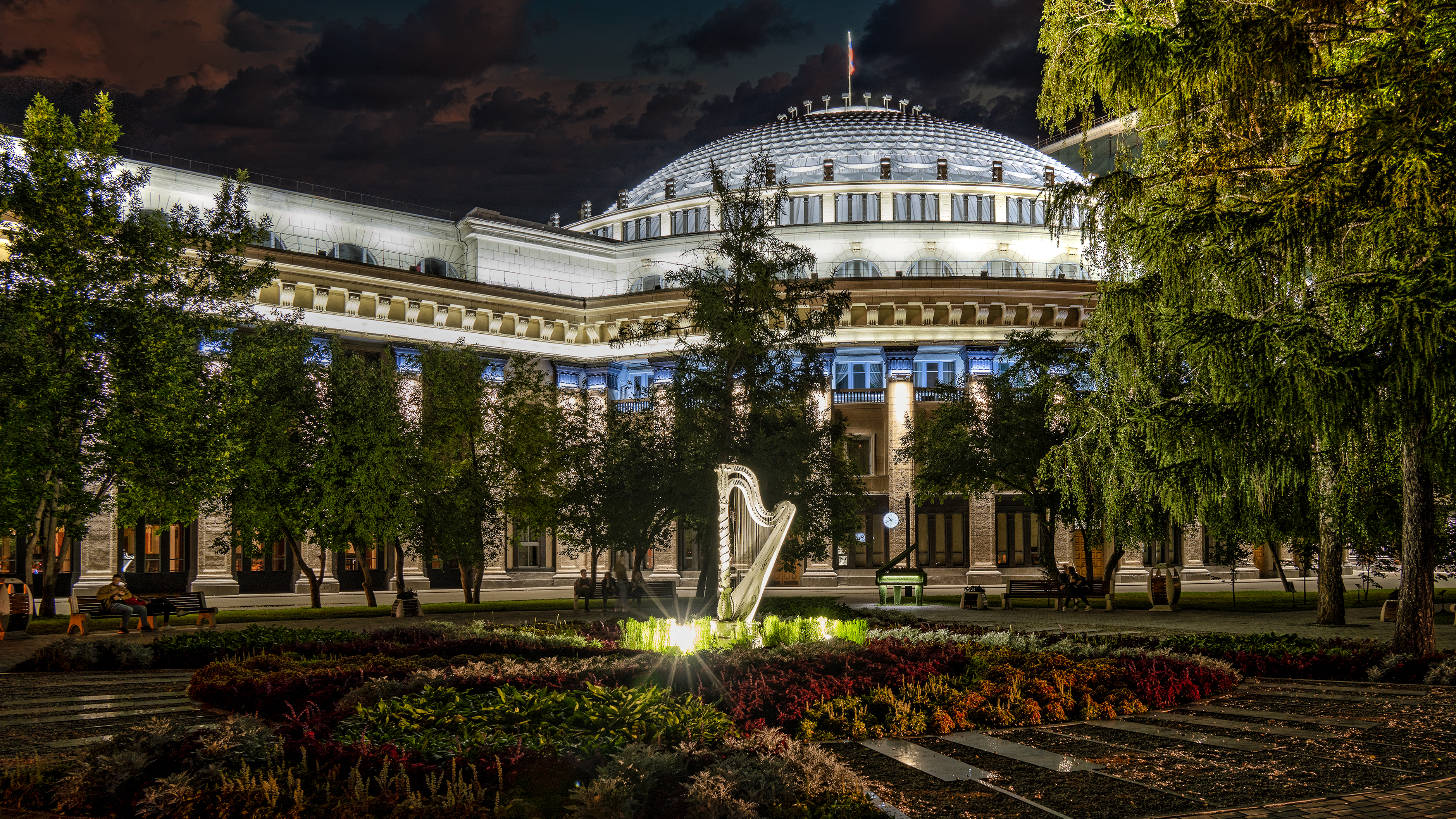
Скульптура арфы ночью, 2021 год

## Награды
- Благодарность Президента Российской Федерации (21 сентября 2020 года) — за заслуги в развитии отечественной культуры и искусства, многолетнюю плодотворную деятельность[40].

## Статья о театре
8 мая 2024 года в «Советской Сибири» вышла статья дагестанского краеведа и публициста Сулеймана Магомедова «Новосибирский театр оперы и балета в коллекционировании».